# Parvancorina minchami
La Parvancorina (Parvancorina minchami) è un enigmatico fossile appartenente alla cosiddetta fauna di Ediacara. Visse nel Proterozoico superiore (Ediacariano, circa 540 milioni di anni fa); i suoi resti sono stati rinvenuti soprattutto in Australia.

## Descrizione

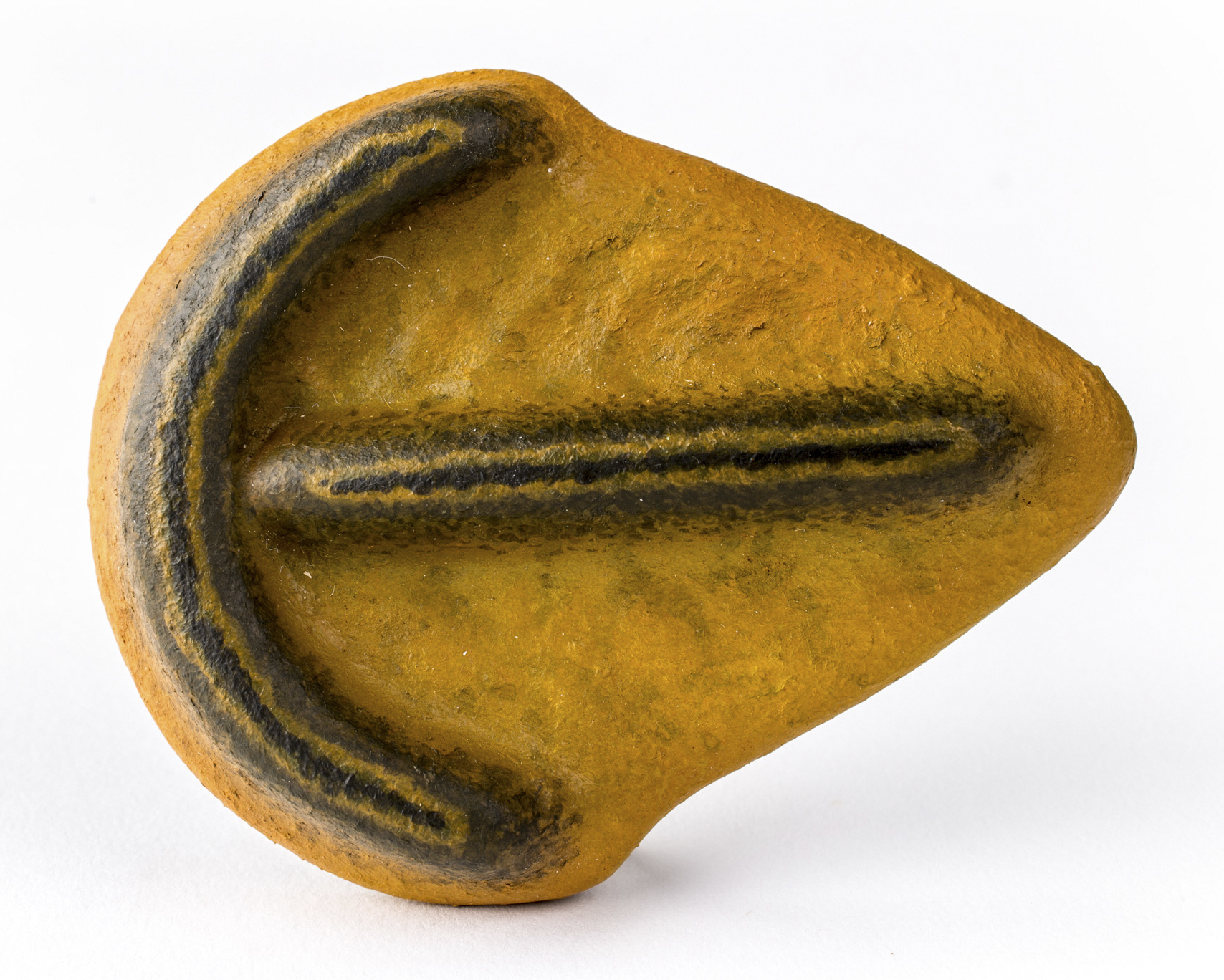
Ricostruzione di Parvancorina minchami al MUSE di Trento

La forma di questo fossile, di dimensioni comprese tra uno e due centimetri, ricordava quello di uno scudo; una “cresta” scendeva lungo l'asse centrale fino a quello che convenzionalmente è noto come il capo della parvancorina. Questo era costituito da due linee semicircolari ad arco, anch'esse prominenti rispetto al corpo dell'organismo. In questo modo, l'intera struttura ricordava una minuscola àncora (da qui il nome Parvancorina). Sembra che fossero presenti superfici dentate lungo le creste. È possibile, inoltre, che il corpo fosse dotato di linee di crescita.

## Classificazione
Rinvenuto in Australia, questo organismo fa parte della cosiddetta fauna di Ediacara (dal nome del luogo del ritrovamento); come molti altri fossili del giacimento, anche la parvancorina sembra essere simile ad altri resti ritrovati in altre zone del mondo. In particolare, analogie sono state proposte con l'artropode Burgessia del Cambriano, rinvenuto a Burgess Shales, e con l'enigmatica Skania fragilis. La forma del corpo di questi animali ricorda vagamente quella dei trilobiti, ed è stato proposto che la parvancorina potesse essere un artropode primitivo. Stranamente, i sedimenti mostrano che i fossili della parvancorina sono tipicamente orientati “controcorrente”, a suggerire che questi organismi adottassero un'alimentazione microfaga e reofila.
Tuttavia molte caratteristiche del fossile non sono inscrivibili al phylum Artropoda: alcune sono singolari, cioè sconosciute e di queste si ignora del tutto la funzione; altre sembrano poter essere ricollegate a strutture consimili appartenenti a specie di altri phyla e, per queste ultime, viene esclusa l'evoluzione convergente.